# Miletín
Miletín település Csehországban, a Jičíni járásban. Miletín Borek, Červená Třemešná, Úhlejov, Rohoznice és Tetín településekkel határos. Lakosainak száma 947 fő (2024. január 1.).

## Népesség
A település lakosságának változását az alábbi diagram mutatja:
| Lakosok száma | 1873 | 1607 | 1526 | 1231 | 1019 | 915  | 895  | 912  | 902  | 947  |
|               | 1869 | 1900 | 1921 | 1961 | 1980 | 2011 | 2016 | 2019 | 2021 | 2024 |